# Sport-Club Freiburg 2016-2017 (femminile)
Questa voce raccoglie le informazioni riguardanti la squadra femminile dello Sport-Club Freiburg nelle competizioni ufficiali della stagione 2016-2017.

## Divise e sponsor
Le tenute di gioco sono le stesse del Friburgo maschile.
| Casa | Trasferta | Terza divisa |

## Organigramma societario
Area tecnica
- Allenatore: Jens Scheuer
- Allenatore in seconda: André Olveira
- Allenatore in seconda: Willi Waibel
- Preparatori dei portieri: Elke Walther, Ingo Zschau
- Preparatori atletici: Jonathan Schaller, Hubert Mahler, Lena Zahn

## Rosa
Rosa, ruoli e numeri di maglia come da sito ufficiale
Rosa e numeri di maglia da sito ufficiale e da sito Federcalcio tedesca (DFB)..
| N. |                        | Ruolo | Calciatrice               |
| -- | ---------------------- | ----- | ------------------------- |
| 1  | Germania (bandiera)    | P     | Laura Benkarth (capitano) |
| 2  | Germania (bandiera)    | D     | Lisa Karl                 |
| 5  | Germania (bandiera)    | D     | Kim Fellhauer             |
| 7  | Germania (bandiera)    | C     | Giulia Gwinn              |
| 8  | Germania (bandiera)    | C     | Juliane Maier             |
| 9  | Germania (bandiera)    | C     | Janina Minge              |
| 10 | Germania (bandiera)    | A     | Sylvia Arnold             |
| 11 | Germania (bandiera)    | A     | Hasret Kayikçi            |
| 12 | Italia (bandiera)      | P     | Laura Giuliani            |
| 13 | Germania (bandiera)    | A     | Sandra Starke             |
| 14 | Svizzera (bandiera)    | C     | Cinzia Zehnder            |
| 15 | Stati Uniti (bandiera) | D     | Chelsea Stewart           |
| 16 | Germania (bandiera)    | C     | Lina Magull               |
| 17 | Germania (bandiera)    | A     | Vanessa Ziegler           |

| N. |                     | Ruolo | Calciatrice          |
| -- | ------------------- | ----- | -------------------- |
| 18 | Austria (bandiera)  | D     | Sarah Puntigam       |
| 19 | Germania (bandiera) | C     | Nicole Eckerle       |
| 20 | Germania (bandiera) | C     | Lisa Schüler         |
| 21 | Germania (bandiera) | A     | Klara Bühl           |
| 22 | Germania (bandiera) | A     | Lena Petermann       |
| 23 | Germania (bandiera) | P     | Teresa Straub        |
| 24 | Germania (bandiera) | C     | Anja Maike Hegenauer |
| 27 | Germania (bandiera) | C     | Clara Schöne         |
| 28 | Germania (bandiera) | D     | Sabine Stoller       |
| 29 | Germania (bandiera) | D     | Jobina Lahr          |
| 30 | Germania (bandiera) | D     | Carolin Simon        |
| 31 | Germania (bandiera) | C     | Selina Wagner        |
| 33 | Germania (bandiera) | D     | Carolin Schiewe      |

## Calciomercato

### Sessione estiva
| Acquisti | Acquisti        | Acquisti                   | Acquisti                  |
| R.       | Nome            | da                         | Modalità                  |
| -------- | --------------- | -------------------------- | ------------------------- |
| P        | Laura Giuliani  | Colonia                    | definitivo                |
| D        | Carolin Simon   | Bayer Leverkusen           | definitivo                |
| C        | Nicole Eckerle  | Friburgo [Primavera B (F)] | aggregata dalle giovanili |
| C        | Lisa Schüler    | Friburgo [Primavera B (F)] | aggregata dalle giovanili |
| C        | Sabine Stoller  | Sand                       | definitivo                |
| A        | Vanessa Ziegler | Friburgo [Primavera B (F)] | aggregata dalle giovanili |

| Cessioni | Cessioni        | Cessioni    | Cessioni                       |
| R.       | Nome            | a           | Modalità                       |
| -------- | --------------- | ----------- | ------------------------------ |
| P        | Eva-Lotta Ravn  | Basilea     | definitivo                     |
| D        | Verena Hanshaw  | Sand        | definitivo                     |
| D        | Franziska Jaser | Basilea     | definitivo                     |
| D        | Daria Streng    | Friburgo II | aggregata alla squadra riserve |
| C        | Nicole Banecki  | Friburgo II | aggregata alla squadra riserve |
| C        | Myriam Krüger   | Friburgo II | aggregata alla squadra riserve |
| C        | Jobina Lahr     | Basilea     | definitivo                     |
| C        | Pia Züfle       | Basilea     | definitivo                     |

## Risultati

### Frauen-Bundesliga

#### Girone di andata
| Arbitro: | Hussein (Bad Harzburg) |

|                      |           |             |
| Behringer 51’ (rig.) | Marcatori | 79’ Kayikçi |

| Arbitro: | Wacker (Lehrensteinsfeld) |

|                                                |           |  |
| Petermann 6’, 55’, 64’ Magull 9’ Kayikçi 90+1’ | Marcatori |  |

| Arbitro: | Schlemmer (Nußbach) |

|               |           |                    |
| F. Dongus 70’ | Marcatori | 74’, 90+2’ Kayikçi |

| Friburgo in Brisgovia 1º ottobre 2016, ore 16:30 CEST 4ª giornata | Friburgo                | 0 – 0 referto | 1. FFC Francoforte | Möslestadion (450 spett.)\| Arbitro: \| Baitinger (Friesenheim) \| |
| Arbitro:                                                          | Baitinger (Friesenheim) |               |                    |                                                                    |

| Arbitro: | Derlin (Bad Schwartau) |

|  |           |                                       |
|  | Marcatori | 13’ Kayikçi 48’ Gwinn 79’, 83’ Starke |

| Arbitro: | Appelmann (Alzey) |

|                 |           |                    |
| Magull 29’, 50’ | Marcatori | 80’ Kellond-Knight |

| Arbitro: | Müller-Schmäh (Potsdam) |

|              |           |  |
| Feldkamp 37’ | Marcatori |  |

| Arbitro: | Söder (Ingolstadt) |

|                          |           |            |
| Puntigam 73’ Schiewe 79’ | Marcatori | 63’ Burger |

| Arbitro: | Haider (Roth) |

|                      |           |          |
| Minge 71’ Wagner 85’ | Marcatori | 79’ Utes |

| Arbitro: | Müller-Schmäh (Potsdam) |

|                |           |  |
| Dickenmann 26’ | Marcatori |  |

| Arbitro: | Baitinger (Friesenheim) |

|                        |           |              |
| Kayikçi 27’ Magull 72’ | Marcatori | 70’ Hegering |

#### Girone di ritorno
| Arbitro: | Appelmann (Alzey) |

|                         |           |                                            |
| Simon 31’ Petermann 63’ | Marcatori | 4’ Behringer 49’ Miedema 69’ Holstad Berge |

| Arbitro: | Stolz (Pritzwalk) |

|                             |           |                            |
| Kiwic 23’, 80’ Debitzki 73’ | Marcatori | 31’ Kayikçi 47’, 71’ Gwinn |

| Friburgo in Brisgovia 19 marzo 2017, ore 14:00 CET 14ª giornata | Friburgo           | 0 – 0 referto | Hoffenheim | Möslestadion (504 spett.)\| Arbitro: \| Heimann (Gladbeck) \| |
| Arbitro:                                                        | Heimann (Gladbeck) |               |            |                                                               |

| Arbitro: | Söder (Ingolstadt) |

|             |           |             |
| Schmidt 26’ | Marcatori | 77’ Kayikçi |

| Arbitro: | Weigelt (Lipsia) |

|                                       |           |  |
| Kayikçi 16’ Gwinn 21’, 25’ Magull 87’ | Marcatori |  |

| Arbitro: | Kunkel (Amburgo) |

|  |           |               |
|  | Marcatori | 12’ Petermann |

| Arbitro: | Hussein (Bad Harzburg) |

|                                         |           |                            |
| Magull 43’, 52’, 61’ (rig.) Kayikçi 45’ | Marcatori | 9’ Dallmann 35’ Brüggemann |

| Arbitro: | Rafalski (Baunatal) |

|                         |           |                                      |
| Aschauer 7’ Nikolić 90’ | Marcatori | 28’ (rig.), 53’ Magull 90+3’ Kayikçi |

| Arbitro: | Weigelt (Lipsia) |

|  |           |                       |
|  | Marcatori | 6’ Magull 60’ Zehnder |

| Arbitro: | Westerhoff (Bochum) |

|                |           |  |
| Simon 55’, 66’ | Marcatori |  |

| Arbitro: | Biehl (Siesbach) |

|            |           |                                   |
| Schwab 41’ | Marcatori | 21’ Kayikçi 49’ Starke 66’ Schöne |

### DFB-Pokal
| Arbitro: | Schneider (Birstein) |

|  |           |                                               |
|  | Marcatori | 22’ Magull 38’ Petermann 41’ Wagner 45’ Simon |

| Arbitro: | Pieczonka (Erding) |

|                     |           |  |
| Magull 13’ Bühl 15’ | Marcatori |  |

| Arbitro: | Wacker (Lehrensteinsfeld) |

|                         |           |  |
| Kayikçi 6’ Starke 90+4’ | Marcatori |  |

| Arbitro: | Angelika Söder (Ingolstadt) |

|             |           |                             |
| Kayikçi 20’ | Marcatori | 52’ Graham Hansen 96’ Pajor |

## Statistiche

### Statistiche di squadra
| Competizione         | Punti | In casa | In casa | In casa | In casa | In casa | In casa | In trasferta | In trasferta | In trasferta | In trasferta | In trasferta | In trasferta | Totale | Totale | Totale | Totale | Totale | Totale | DR  |
| Competizione         | Punti | G       | V       | N       | P       | Gf      | Gs      | G            | V            | N            | P            | Gf           | Gs           | G      | V      | N      | P      | Gf     | Gs     | DR  |
| -------------------- | ----- | ------- | ------- | ------- | ------- | ------- | ------- | ------------ | ------------ | ------------ | ------------ | ------------ | ------------ | ------ | ------ | ------ | ------ | ------ | ------ | --- |
| Frauen-Bundesliga    | 47    | 11      | 8       | 2       | 1       | 25      | 9       | 11           | 6            | 3            | 2            | 20           | 11           | 22     | 14     | 5      | 3      | 45     | 20     | +25 |
| DFB-Pokal der Frauen | -     | 3       | 2       | 0       | 1       | 5       | 2       | 1            | 1            | 0            | 0            | 4            | 0            | 4      | 3      | 0      | 1      | 9      | 2      | +7  |
| Totale               | -     | 14      | 10      | 2       | 2       | 30      | 11      | 12           | 7            | 3            | 2            | 24           | 11           | 26     | 17     | 5      | 4      | 54     | 22     | +32 |

### Andamento in campionato
| Giornata  | 1 | 2 | 3 | 4 | 5 | 6 | 7 | 8 | 9 | 10 | 11 | 12 | 13 | 14 | 15 | 16 | 17 | 18 | 19 | 20 | 21 | 22 |
| --------- | - | - | - | - | - | - | - | - | - | -- | -- | -- | -- | -- | -- | -- | -- | -- | -- | -- | -- | -- |
| Luogo     | T | C | T | C | T | C | T | C | C | T  | C  | C  | T  | C  | T  | c  | T  | C  | T  | T  | C  | T  |
| Risultato | N | V | V | N | V | V | P | V | V | P  | V  | P  | N  | N  | N  | V  | V  | V  | V  | V  | V  | V  |
| Posizione | 5 | 3 | 2 | 4 | 3 | 2 | 4 | 3 | 3 | 5  | 4  | 4  | 4  | 5  | 5  | 5  | 4  | 4  | 4  | 4  | 4  | 4  |

Legenda:

Luogo: C = Casa; T = Trasferta. Risultato: V = Vittoria; N = Pareggio; P = Sconfitta.

### Statistiche delle giocatrici
| Giocatore         | Frauen-Bundesliga | Frauen-Bundesliga | Frauen-Bundesliga | Frauen-Bundesliga | DFB-Pokal der Frauen | DFB-Pokal der Frauen | DFB-Pokal der Frauen | DFB-Pokal der Frauen | Totale   | Totale | Totale      | Totale     |
| Giocatore         | Presenze          | Reti              | Ammonizioni       | Espulsioni        | Presenze             | Reti                 | Ammonizioni          | Espulsioni           | Presenze | Reti   | Ammonizioni | Espulsioni |
| ----------------- | ----------------- | ----------------- | ----------------- | ----------------- | -------------------- | -------------------- | -------------------- | -------------------- | -------- | ------ | ----------- | ---------- |
| S. Arnold         | 3                 | 0                 | 0                 | 0                 | 1                    | 0                    | 0                    | 0                    | 4        | 0      | 0           | 0          |
| L. Benkarth       | 22                | -20               | 0                 | 0                 | 2                    | -1                   | 0                    | 0                    | 24       | -21    | 0           | 0          |
| K. Bühl           | 10                | 0                 | 0                 | 0                 | 1                    | 1                    | 0                    | 0                    | 11       | 1      | 0           | 0          |
| K. Fellhauer      | 8                 | 0                 | 1                 | 0                 | 1                    | 0                    | 0                    | 0                    | 9        | 0      | 1           | 0          |
| L. Laura Giuliani | 0                 | 0                 | 0                 | 0                 | 2                    | 0                    | 0                    | 0                    | 2        | 0      | 0           | 0          |
| G. Gwinn          | 20                | 5                 | 1                 | 0                 | 3                    | 0                    | 0                    | 0                    | 23       | 5      | 1           | 0          |
| A. Hegenauer      | 7                 | 0                 | 0                 | 0                 | 3                    | 0                    | 1                    | 0                    | 10       | 0      | 1           | 0          |
| L. Karl           | -                 | -                 | -                 | -                 | -                    | -                    | -                    | -                    | -        | -      | -           | -          |
| H. Kayikçi        | 17                | 12                | 1                 | 0                 | 2                    | 2                    | 1                    | 0                    | 19       | 14     | 2           | 0          |
| J. Lahr           | 21                | 0                 | 1                 | 0                 | 4                    | 0                    | 0                    | 0                    | 25       | 0      | 1           | 0          |
| L. Magull         | 22                | 11                | 2                 | 0                 | 4                    | 2                    | 0                    | 0                    | 26       | 13     | 2           | 0          |
| J. Maier          | 10                | 0                 | 0                 | 0                 | 1                    | 0                    | 0                    | 0                    | 11       | 0      | 0           | 0          |
| J. Minge          | 12                | 1                 | 0                 | 0                 | 1                    | 0                    | 0                    | 0                    | 13       | 1      | 0           | 0          |
| L. Petermann      | 14                | 5                 | 1                 | 0                 | 3                    | 1                    | 0                    | 0                    | 17       | 6      | 1           | 0          |
| S. Puntigam       | 21                | 1                 | 2                 | 0                 | 4                    | 0                    | 0                    | 0                    | 25       | 1      | 2           | 0          |
| C. Schiewe        | 21                | 1                 | 2                 | 0                 | 4                    | 0                    | 0                    | 0                    | 25       | 1      | 2           | 0          |
| C. Schöne         | 15                | 1                 | 1                 | 0                 | 3                    | 0                    | 0                    | 0                    | 18       | 1      | 1           | 0          |
| C. Simon          | 22                | 3                 | 2                 | 0                 | 4                    | 1                    | 0                    | 0                    | 26       | 4      | 2           | 0          |
| S. Starke         | 21                | 3                 | 0                 | 0                 | 4                    | 1                    | 0                    | 0                    | 25       | 4      | 0           | 0          |
| T. Straub         | 0                 | 0                 | 0                 | 0                 | -                    | -                    | -                    | -                    | 0        | 0      | 0           | 0          |
| C. Stewart        | 1                 | 0                 | 0                 | 0                 | 1                    | 0                    | 0                    | 0                    | 2        | 0      | 0           | 0          |
| S. Stoller        | 3                 | 0                 | 0                 | 0                 | 1                    | 0                    | 0                    | 0                    | 4        | 0      | 0           | 0          |
| S. Wagner         | 14                | 1                 | 2                 | 0                 | 2                    | 1                    | 0                    | 0                    | 16       | 2      | 2           | 0          |
| C. Zehnder        | 20                | 1                 | 1                 | 0                 | 4                    | 0                    | 0                    | 0                    | 24       | 1      | 1           | 0          |
| V. Ziegler        | 2                 | 0                 | 0                 | 0                 | -                    | -                    | -                    | -                    | 2        | 0      | 0           | 0          |